# FIH Hockey World League
Die FIH Hockey World League (FIH Hockey Weltliga) ist ein 2012 neu geschaffener Wettbewerb für Hockey-Nationalmannschaften, Damen und Herren, der vom Welthockeyverband FIH ausgerichtet wird. Er dient auch als Qualifikation für die Olympischen Spiele und für die Hockey-Weltmeisterschaften auf dem Feld.
Im Juni 2017 gab die FIH bekannt, dass die Hockey Pro League die Runden drei und vier (Halbfinale und Finale) der World League ab 2019 ablösen wird.

## World League 2016–2017
Die dritte Ausgabe der Hockey World League begann am 9. April 2016 in Singapur und endete am 10. Dezember 2017 in Indien.

## World League 2014–2015
Die zweite Austragung der Hockey World League startete am 21. Juni 2014 und endete am 13. Dezember 2015.  Es gewannen bei den Damen Argentinien und bei den Herren Australien.

## World League 2012–2013
Die erste Austragung der Hockey World League gewannen sowohl bei den Herren als auch bei den Damen die Niederlande.